# Anna Maria Josephina van Rijndorp
Anna Maria Josephina van Rijndorp (geboren 1694; begraben 29. Juni 1760 in Den Haag) war eine niederländische Schauspielerin.

## Leben
Anna Maria Josephina van Rijndorp wurde 1694 als Tochter des Schauspielers und Theaterregisseurs Jacob van Rijndorp (1663–1720) und der Schauspielerin Anna Catharina de Quintana (1668–1755) geboren.
Ebenso wie ihre Schwestern Isabella und Adriana war Maria zunächst Schauspielerin bei der „Compagnie van de Haagse en Leidse Schouwburgen“, der Theatergruppe ihres Vaters. Die Truppe hatte zwei feste Theater, in denen sie auftraten, zudem reisten sie im Sommer und zu Messezeiten durch andere niederländische Orte und auch ins Ausland. Mit zwanzig und im vierten Monat schwanger, heiratete sie am 2. September 1714 den Schauspieler Johannes Maas. Ihre Tochter Jacoba wurde am 2. September 1714 geboren. Die Ehe wurde 1716 rechtlich getrennt. Das Paar war zuvor mit der  „Compagnie“ auf Tournee durch Holland und Flandern gewesen. Dabei, so gaben später Kollegen und Mitarbeiter vor Notaren in Den Haag zu Protokoll, wurde Maria von ihrem Mann misshandelt. Er wäre ein aufbrausender Mann mit lockeren Händen gewesen, der nicht mit Geld umgehen konnte. Maas reiste nach der Trennung nach Westindien, dort starb er einige Jahre später.
Nachdem ihr Vater im Jahr 1720 gestorben war, übernahm Maria van Rijndorp die Leitung der „Compagnie“. Diese bestand aus etwa dreißig Personen, zu denen Schauspieler, Musiker, Tänzer, Beleuchter, Tischler und andere gehörten.  Bei den Sommertouren über die Messen wurde Maria von ihrer Mutter unterstützt. Solche Touren erforderten einen hohen Organisationsaufwand. Sie musste für jeden Ort der Tournee eine Genehmigung der örtlichen Verwaltung einholen. Voraussetzung hierfür war, dass die Spielliste keine anstößigen Stücke enthielt und eine Einigung über die Abgaben an die Gemeinde erzielt wurde. Außerdem mussten Spielflächen angemietet und der Transport organisiert werden.
Zu ihrer Unterstützung nahm Maria van Rijndorp 1728 den Schauspieler Jan van Hoven (1681–1750) zum Co-Direktor. Er war ein Freund der Familie, ehemaliger Kollege ihres Vaters und früherer Assistent ihrer Mutter in Leiden und Den Haag. Dennoch konnte sie auch mit der Hilfe von Van Hoven die Truppe nicht weiter führen. Während der Messe in Delfshaven im Jahr 1729 war gelang es nicht, den vereinbarten Armenbeitrag an den Stadtrat zu zahlen. Es kam zum Streit zwischen den Schauspielern und die Compagnie zerbrach. Maria van Rijndorp heiratete Jacobus Voster, der aus Den Haag stammte und Mitglied der Compagnie gewesen war, und zog sich vollständig aus dem Bühnenleben zurück. Sie wurde am  29. Juni 1760 in Den Haag begraben.